# 市立竹原書院図書館
市立竹原書院図書館（しりつたけはらしょいんとしょかん）は、広島県竹原市にある公共図書館。
1910年（明治43年）に社団法人として開館し、1929年に自治体に引き継がれた。1982年（昭和57年）から自動車文庫を運用している。2018年（平成30年）からフジ竹原店にある。

## 沿革

### 源流
竹原は「安芸の小京都」と呼ばれた町であり、優れた儒学者・医師・歌人を輩出してきた。その中の一人である儒医の塩谷道碩は私塾で子弟に教えていたが、明和元年（1764年）に道碩が死去したことで学びの場が失われた。寛政5年（1793年）、道碩の門人であった頼春水（頼山陽の父）が発案し、町年寄小倉屋籐左衛門らの尽力により、道碩邸跡地に頼春風を塾長とする郷塾が開講した。これが竹原書院であり、後の市立竹原書院図書館の源流である。ただし、文化10年（1813年）の火災が類焼して竹原書院は焼失し、以降しばらくは再建されなかった。

### 図書館としての竹原書院

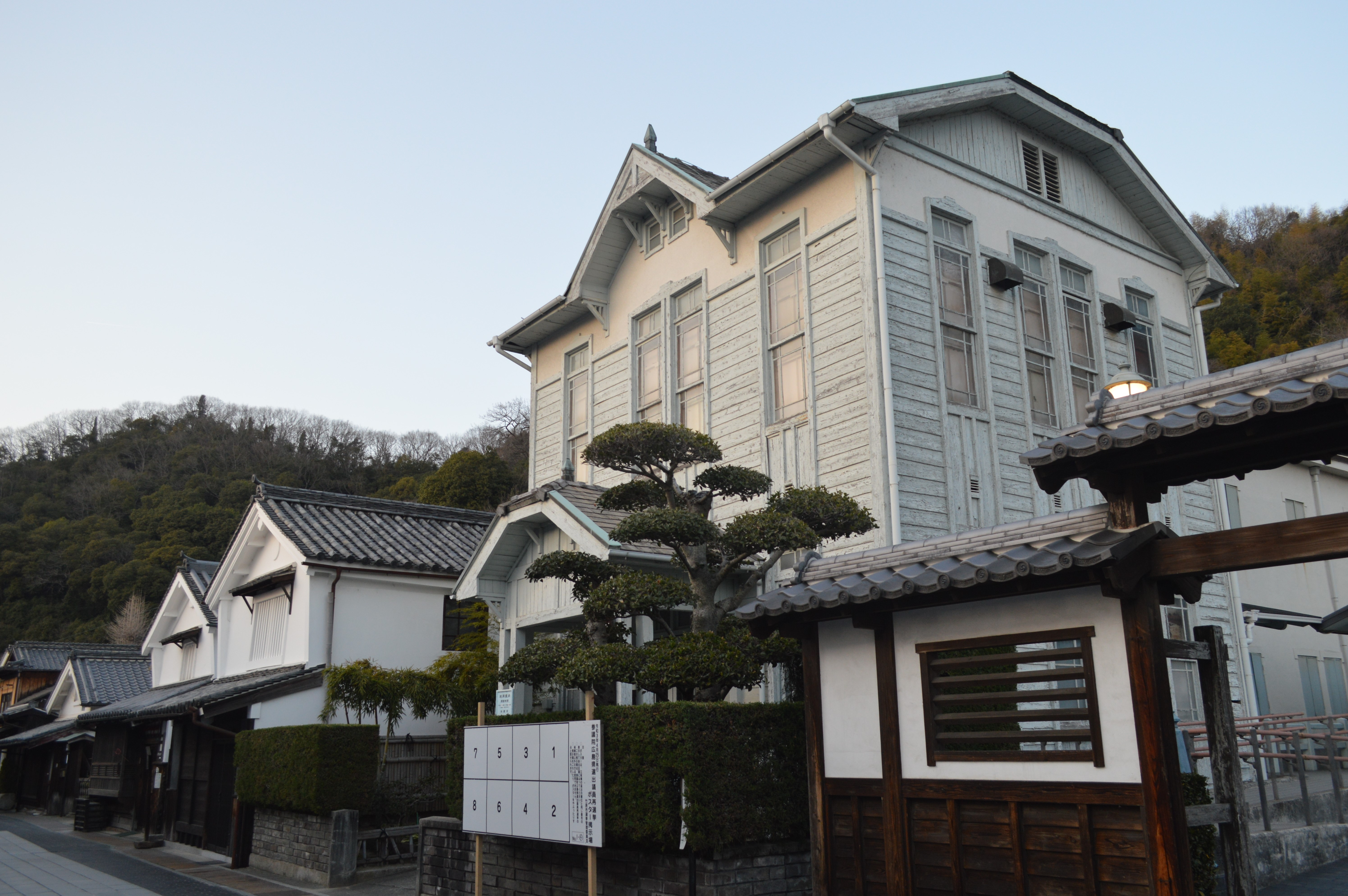
1929年から1972年の市立竹原書院図書館

1910年（明治43年）10月、竹原町（当時）の有志がこの伝統を受け継ごうと社団法人竹原書院を設立し、竹原書院があった場所で図書館活動を開始した。
1929年（昭和4年）4月には社団法人竹原書院が解散し、蔵書は賀茂郡竹原町に移管された。竹原町は図書館として洋風建築を新築し、町立図書館竹原書院に改称した。設計は地元建築家の豊田勉之。戦前には1926年（大正15年）3月と1934年（昭和9年）2月の2度にわたって文部省から推奨された。
1958年（昭和33年）11月には竹原町と忠海町が合併して竹原市が発足し、市立図書館竹原書院に改称した。1959年（昭和34年）10月には社団法人竹原書院開館50周年記念式典を開催した。1960年（昭和35年）2月には図書館条例を整備し、現在の名称である市立竹原書院図書館に改称した。1971年（昭和46年）の移転後、図書館だった建物はしばらく空き家となっていたが、1980年（昭和55年）には竹原市歴史民俗資料館が開館している。

### 竹原福祉会館時代

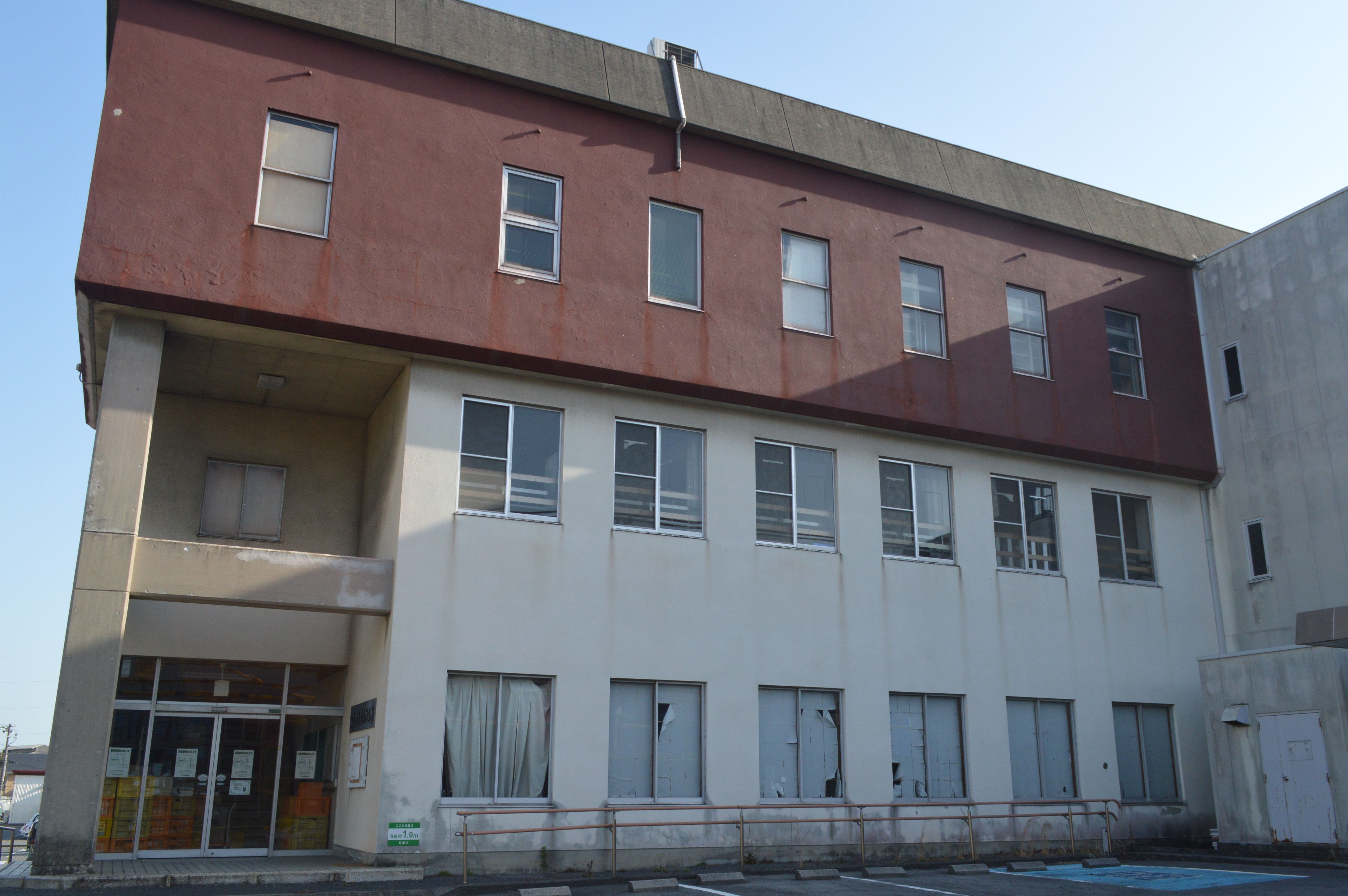
1972年から2018年までの図書館（竹原福祉会館）

1971年（昭和46年）12月には塩田跡地に竹原福祉会館が竣工し、1972年（昭和47年）2月には市立竹原書院図書館が竹原福祉会館3階に移転した。
1998年（平成10年）10月には三原市立図書館と広域相互利用を開始し、1999年（平成11年）4月には安芸津町図書館と広域相互利用を開始した。2005年（平成17年）3月には東広島市立図書館と広域相互利用を開始し、2006年（平成18年）9月には広島広域都市圏内での広域図書館利用を開始した。2009年（平成21年）には「子どもの読書活動優秀実践図書館」として文部科学大臣表彰を受けた。2010年（平成22年）10月には社団法人竹原書院100周年記念式典を開催した。

### フジ竹原店時代
2018年（平成30年）4月3日、ショッピングセンターのフジ竹原店に仮移転して開館した。

## 所蔵資料
慶安3年（1650年）から1960年（昭和35年）まで続いた竹原塩田に関する資料を多数所蔵している点、頼山陽などに関する資料を収集した頼山陽文庫をほぼ網羅している点などが特色である。頼山陽文庫以外の特別資料として、橋本曇斎資料、多数の寄贈文庫（光本文庫・池田総理記念文庫・唐島文庫・吉井文庫・山下文庫・三村文庫・松山文庫など）がある。また、市の史跡に指定されている福田社倉の文書類も保存されている。

## 利用案内
- 開館時間
  - 午前10時から午後6時
- 休館日
  - 毎週月曜日、毎月末日、国民の祝日、特別整理期間、年末年始（12月28日から1月4日）